# X саммит БРИКС
X саммит БРИКС прошёл с 25 по 27 июля 2018 года в южноафриканском городе Йоханнесбурге.

## Подготовка
В начале июня 2018 года сообщалось о подготовке к саммиту, но не была известна точная программа переговоров. Одной из главных задач было объявлено снижение рисков мировой нестабильности и создание целостной системы безопасности. Планировалось уделить особое внимание противодействию экономическому давлению, совместной борьбе с протекционизмом и работать над поиском новых путей экономического роста.
По заявлению экспертов[каких?], подготовка в частности диктуется тем, что роль БРИКС возрастает из-за позиции США и других стран, пытающихся использовать ООН для достижения своих политических целей, и БРИКС рассматривается[кем?] как альтернативная площадка для поиска новых подходов к решению проблем.

## Участники

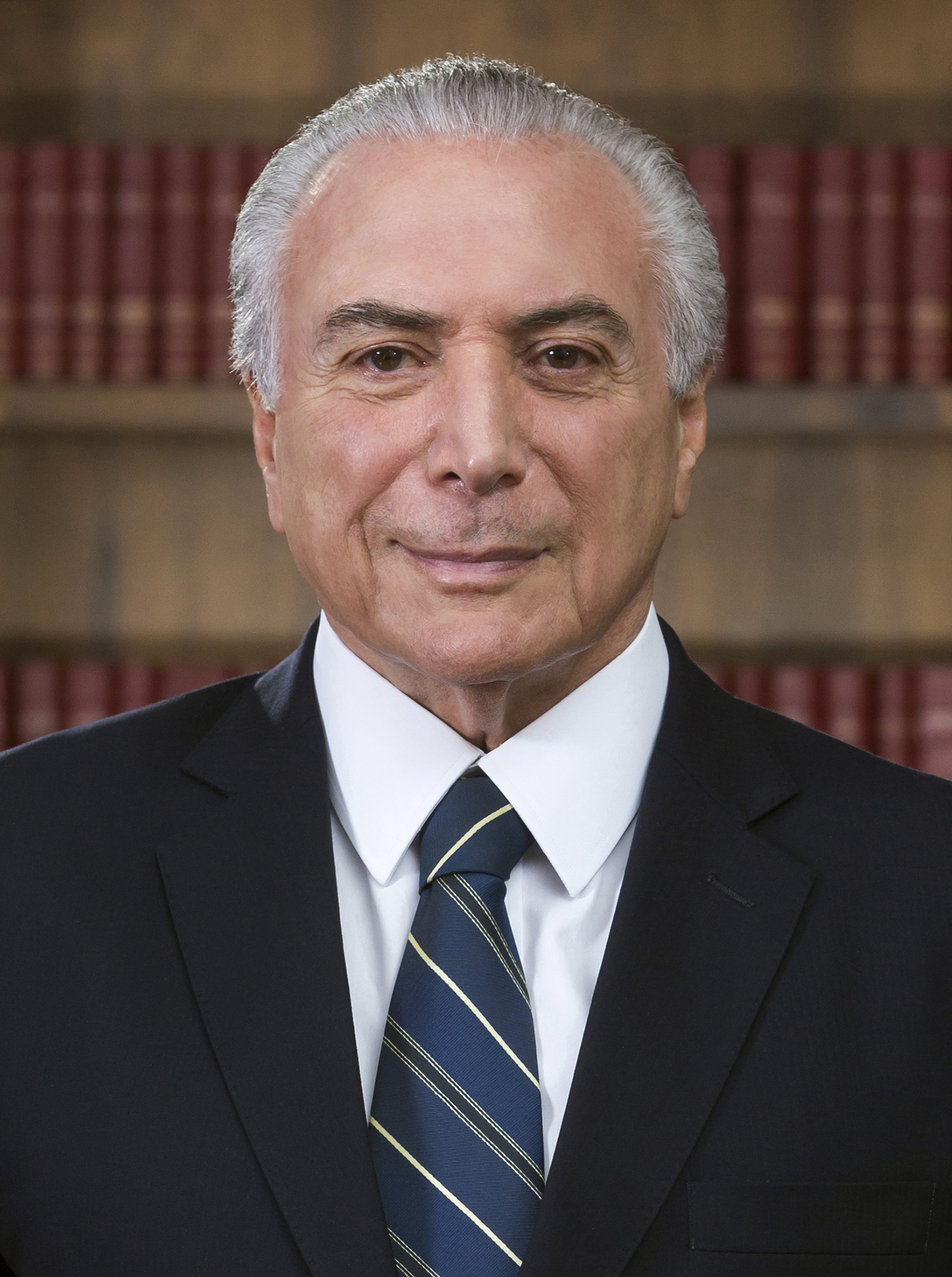
Мишел Темер, Президент
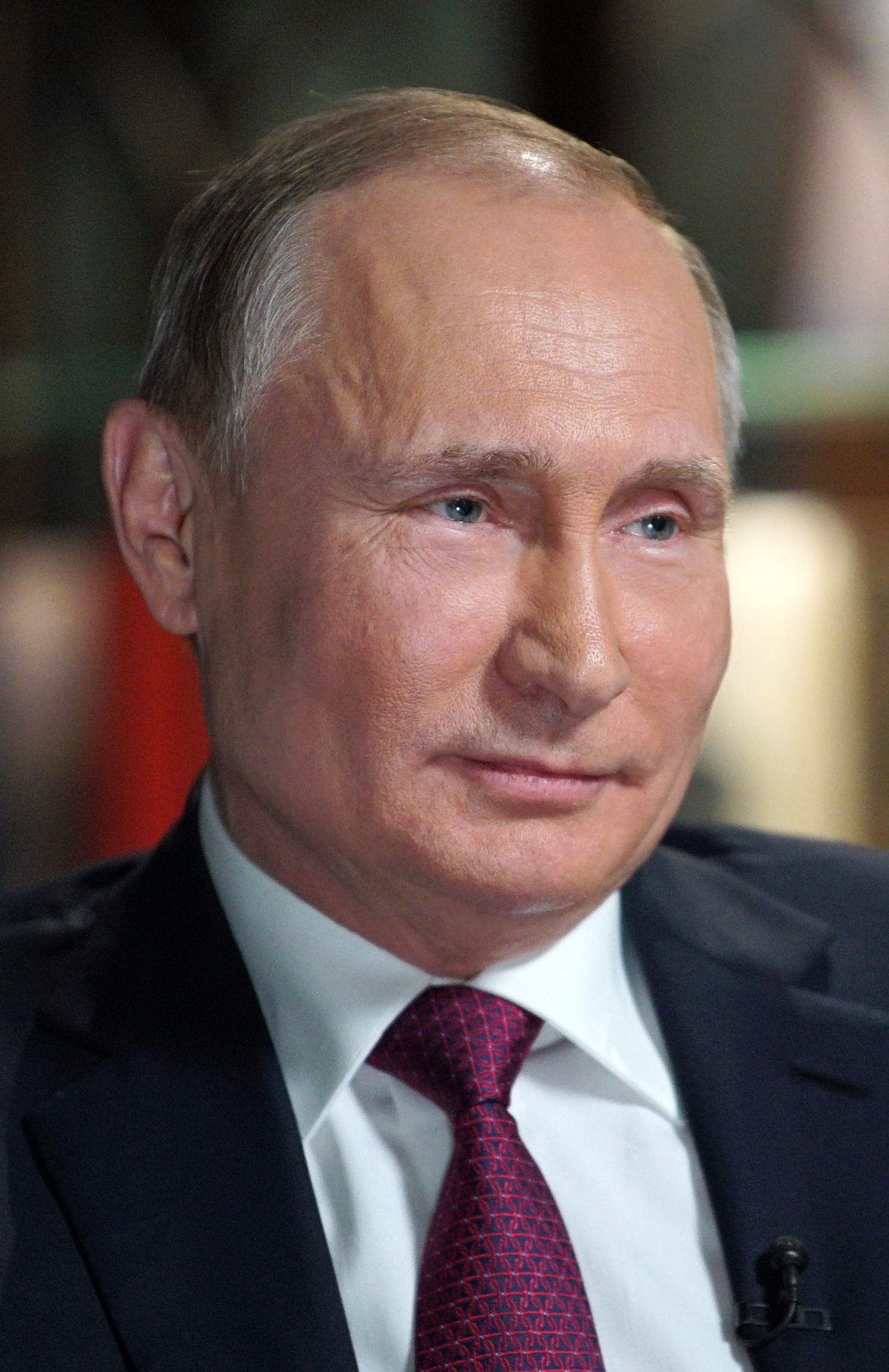
Владимир Путин, Президент
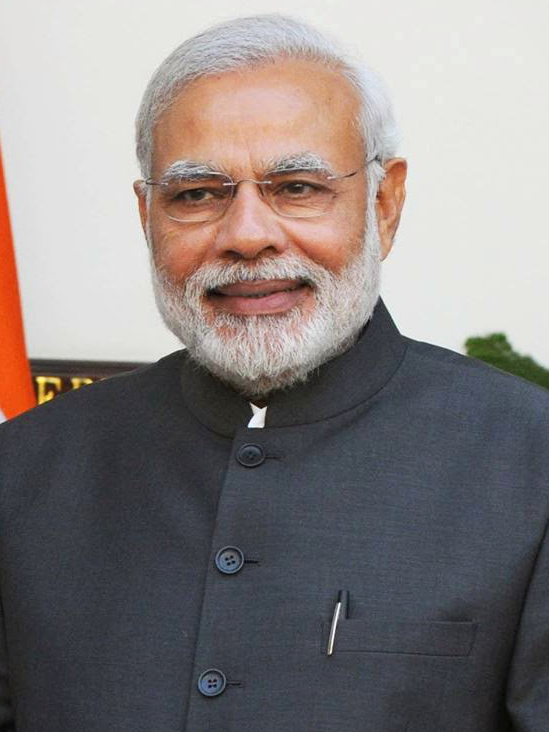
Нарендра Моди, Премьер-министр
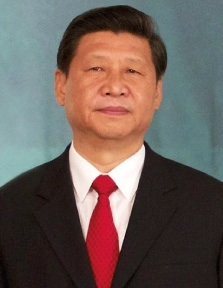
Си Цзиньпин, Председатель КНР
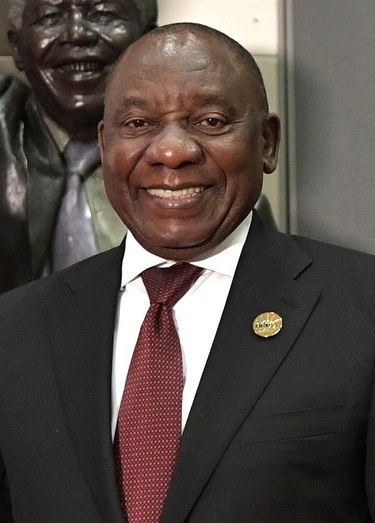
Сирил Рамафоса, Президент